# Meister des Landauer Altars

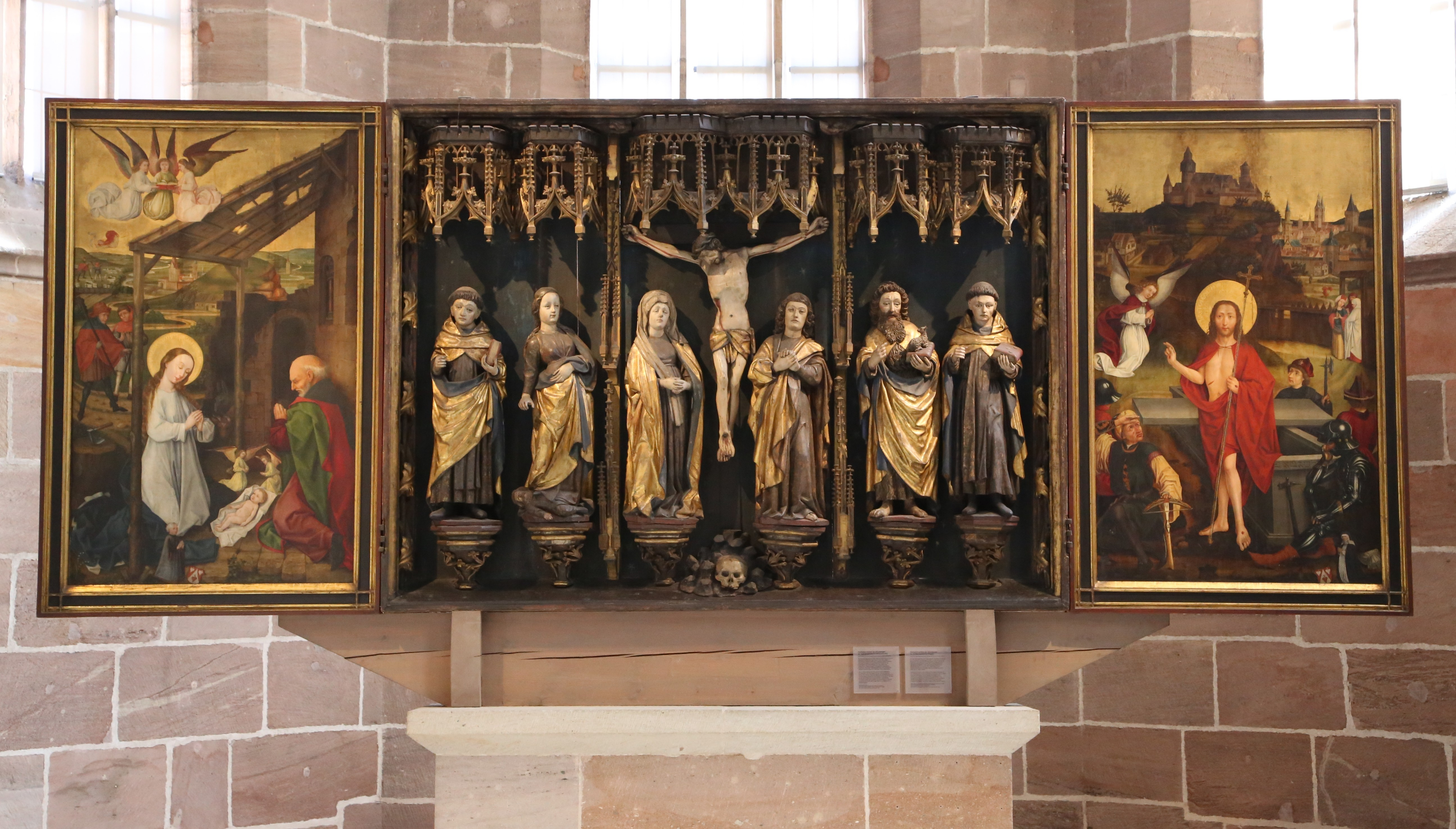
Hochaltarretabel (Landauer Altar) der Nürnberger Katharinenkirche, vor 1468

Als Meister des Landauer Altars wird ein gotischer Maler bezeichnet, der ab ungefähr 1450 bis wohl gegen 1484 in  Nürnberg tätig war. Der namentlich nicht bekannte Künstler erhielt seinen Notnamen nach einem von ihm für die dortige Katharinenkirche gemalten Altar. Dieser war von der Nürnberger Kaufmannsfamilie Landauer gestiftet worden.
Die vom Meister gemalten Altarflügel zeigen auf den Außenseiten die Verlobung der hl. Katharina und die Kreuzigung Christi, auf den Innenseiten zeigen sie Geburt und Auferstehung Christi. Beim Bild der Auferstehung ist das Stifterbildnis der Elisabeth Landauer im Habit einer Nonne zu sehen, sie war Klosterfrau im Katharinenkloster Nürnberg und verstarb dort 1475; das Stifterbildnis bei der Geburt Christi soll ihren Vater Markus (auch Marx) Landauer darstellen, der 1468 verstarb.
Die aus Tannenholz gefertigten Altarflügel des ehemaligen Hochaltars der Katharinenkirche befinden sich heute in der Sammlung des Germanischen Nationalmuseums in  Nürnberg als Dauerleihgabe der Bayerischen Staatsgemäldesammlungen. Dem Meister oder seinem Umfeld wird weiter noch ein Bild der hl. Katharina zugeordnet.
Der Sohn von Marcus Landauer hat in Nürnberg 1511 noch einen weiteren Altar gestiftet, der ebenfalls als Landauer Altar bezeichnet wird. Für dieses Werk hat Albrecht Dürer das Altarbild geschaffen.